# Przemysław Nakoniecznikoff-Klukowski

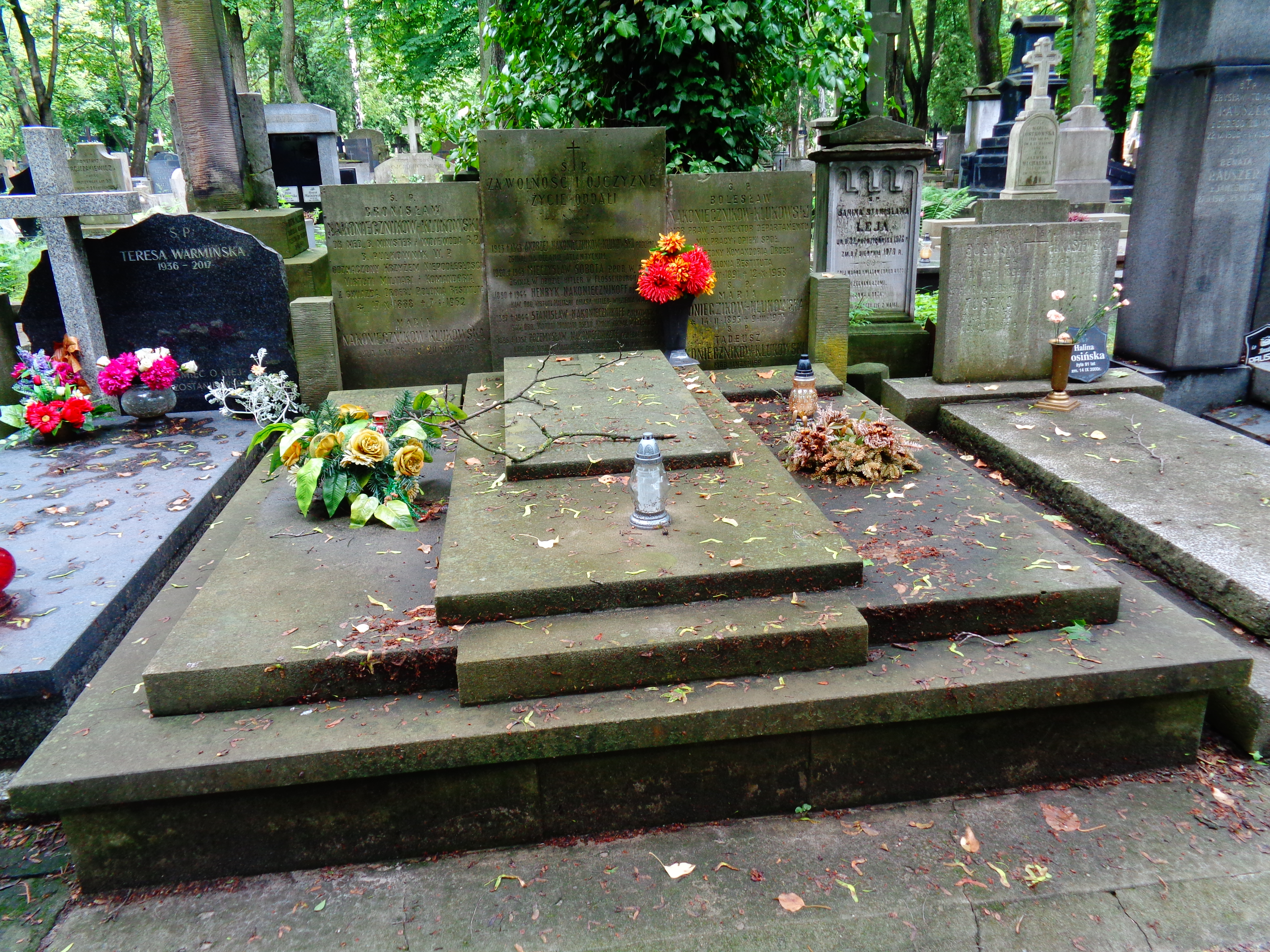
Grób Przemysława Nakoniecznikoff-Klukowskiego na cmentarzu Powązkowskim

Przemysław Nakoniecznikoff-Klukowski ps. Kruk II (ur. 1 czerwca?/13 czerwca 1896 w Tyflisie, zm. 17 sierpnia 1957 w Krakowie) – pułkownik piechoty Wojska Polskiego, oficer Armii Krajowej, cichociemny, kawaler Orderu Virtuti Militari

## Życiorys
Urodził się w rodzinie Franciszka, urzędnika, działacza socjalistycznego, i Elżbiety z Klukowskich. Był bratem stryjecznym i ciotecznym Bronisława Nakoniecznikowa-Klukowskiego i ciotecznym Stanisława Nakoniecznikoffa .
Od 1913 należał do konspiracyjnego (polskiego) Związku Strzeleckiego w Tyflisie. W latach 1915–1917 służył w armii rosyjskiej, walcząc w I wojnie światowej na froncie kaukaskim i perskim. Po rewolucji bolszewickiej 1917 wstąpił do Polskiej Oddzielnej Brygady na Kaukazie, a potem po jej rozbrojeniu przez Niemców działał w Polskiej Organizacji Wojskowej. Po rozwiązaniu POW-u w listopadzie 1918 wstąpił do Wojska Polskiego. 
W czerwcu 1920 wyznaczony został na stanowisko adiutanta w Dowództwie Etapów Wojsk Polskich na Ukrainie.
W 1923 pełnił obowiązki dowódcy, w następnym roku dowodził III batalionem, a od 1925 roku był kwatermistrzem 28 pułku piechoty w Łodzi. 26 kwietnia 1928 roku został przeniesiony do dowództwa 27 Dywizji Piechoty w Kowlu na stanowisku pełniącego obowiązki oficera Przysposobienia Wojskowego. Cztery lata później służył w 5 pułku strzelców podhalańskich w Przemyślu. Był członkiem oddziału Polskiego Białego Krzyża w Przemyślu. 28 czerwca 1933 roku został przeniesiony do 63 pułku piechoty w Toruniu na stanowisko zastępcy dowódcy pułku. Następnie, od 21 kwietnia 1937 roku zastępca dowódcy Brygady KOP „Podole”.

## II wojna światowa
Dowódca rezerwowego 163 pułku piechoty, walczącego w kampanii wrześniowej 1939 w obronie ziemi koneckiej i szydłowieckiej. 8 września 1939 objął dowództwo nad resztkami 36 Rezerwowej Dywizji Piechoty. Po agresji ZSRR na Polskę przeszedł granicę polsko-węgierską i został internowany. Z Węgier przedostał się na Zachód. W maju 1942 objął dowództwo 9 Batalionu Strzelców Karpackich. Później wyznaczony został na stanowisko zastępcy dowódcy i dowódcy 2 Brygady Strzelców Karpackich.

## Cichociemny
Zgłosił się do służby w okupowanej Polsce. Zrzucony w nocy 21/22 września 1944 r. w operacji lotniczej „Przemek 1”, dowodzonej przez por. naw. Stanisława Kleybora, z samolotu Liberator KG-834 „U” (1586 Eskadra PAF) na placówkę odbiorczą „Rozmaryn” w okolicach miejscowości Czaryż, 6 km od Secemina. Razem z nim skoczyli: ppor. Marian Leśkiewicz ps. Wygoda, ppor. Zenon Sikorski ps. Pożar, por. Tadeusz Sokół ps. Bug 2, mjr Aleksander Stpiczyński ps. Klara, plt. Kazimierz Śliwa ps. Strażak.
We wrześniu i październiku 1944 pełnił obowiązki zastępcy dowódcy Kieleckiego Korpusu AK. Następnie od października 1944 do stycznia 1945 komendant Okręgu Kraków AK.
Po zakończeniu II wojny światowej został aresztowany przez NKWD i wywieziony do ZSRR, gdzie przebywał do 1955. Po zwolnieniu powrócił do Krakowa, gdzie 17 sierpnia 1957 roku zmarł. Został pochowany w Lubaczowie .
Został upamiętniony symboliczną inskrypcją (podobnie jak Stanisław Nakoniecznikoff-Klukowski), na grobowcu rodzinnym na cmentarzu Powązkowskim w Warszawie (kwatera 51-6-23,24). W treści tej inskrypcji został określony jako generał brygady.

## Awanse
- kapitan - 3 maja 1922 zweryfikowany ze starszeństwem z dniem 1 czerwca 1919 w korpusie oficerów piechoty
- major - 31 marca 1924 ze starszeństwem z dniem 1 lipca 1923 i 126 lokatą w korpusie oficerów piechoty
- podpułkownik - ze starszeństwem z dniem 1 stycznia 1933 w korpusie oficerów piechoty
- pułkownik – 22 września 1944

## Ordery i odznaczenia
- Krzyż Srebrny Orderu Wojskowego Virtuti Militari – 28 lutego 1921[9]
- Krzyż Niepodległości (3 maja 1932)[10]
- Krzyż Walecznych (trzykrotnie, po raz pierwszy i drugi 1921)[11]
- Złoty Krzyż Zasługi (dwukrotnie: 19 marca 1931[12], 1938 „za zasługi w służbie ochrony pogranicza”[13])
- Brązowy Medal za Długoletnią Służbę (1938)[a]
- Państwowa Odznaka Sportowa (1931)[14]
- Odznaka za Rany i Kontuzje[15]
- Medal Dziesięciolecia Odzyskanej Niepodległości[16]